# Morten Krogh
Morten Købler Krogh (Silkeborg, 19 maart 1988) is een Deens voetbalscheidsrechter. Hij is in dienst van FIFA en UEFA sinds 2019. Ook leidt hij sinds 2016 wedstrijden in de Superligaen.
Op 29 juli 2016 leidde Krogh zijn eerste wedstrijd in de Deense nationale competitie. Tijdens het duel tussen Viborg FF en Esbjerg fB (2–1) trok de leidsman eenmaal de gele kaart. In Europees verband debuteerde hij op 11 juli 2019 tijdens een wedstrijd tussen Dinamo Tbilisi en UE Engordany in de eerste voorronde van de UEFA Europa League; het eindigde in 6–0 en Krogh trok zevenmaal een gele kaart. Zijn eerste interland floot hij op 2 juni 2022, toen Georgië met 4–0 won van Gibraltar. Chvitsja Kvaratschelia, Goeram Kasjia, Georges Mikautadze en Valeri Kazaisjvili zorgden voor de doelpunten. Tijdens deze wedstrijd toonde Krogh vijf spelers een gele kaart.

## Interlands
| Datum             | Plaats                 | Wedstrijd               | Uitslag | Competitie             | Kreeg geel | Kreeg voor de tweede keer geel en dus rood | Weggestuurd |
| ----------------- | ---------------------- | ----------------------- | ------- | ---------------------- | ---------- | ------------------------------------------ | ----------- |
| 2 juni 2022       | Tbilisi, Georgië       | Georgië – Gibraltar     | 4 – 0   | Nations League 2022/23 | 5          | 0                                          | 0           |
| 20 november 2022  | Oslo, Noorwegen        | Noorwegen – Finland     | 0 – 0   | Vriendschappelijk      | 1          | 0                                          | 0           |
| 27 maart 2023     | Rotterdam, Nederland   | Nederland – Gibraltar   | 3 – 0   | EK 2024 kwalificatie   | 1          | 0                                          | 1           |
| 17 oktober 2023   | Attard, Malta          | Malta – Oekraïne        | 1 – 3   | EK 2024 kwalificatie   | 3          | 0                                          | 0           |
| 10 september 2024 | Londen, Engeland       | Engeland – Finland      | 2 – 0   | Nations League 2024/25 | 1          | 0                                          | 0           |
| 24 maart 2025     | Warschau, Polen        | Polen – Malta           | 2 – 0   | WK 2026 kwalificatie   | 5          | 0                                          | 1           |
| 10 juni 2025      | Belfast, Noord-Ierland | Noord-Ierland – IJsland | 1 – 0   | Vriendschappelijk      | 2          | 0                                          | 1           |

Laatst bijgewerkt op 11 juni 2025.